# Samarra FC
El Samarra FC (en árabe: نادي سامراء الرياضي‎) es un equipo de fútbol de Irak que juega en la División Uno de Irak, la segunda categoría nacional.

## Historia
Fue fundado en el año 1973 en la ciudad de Samarra y jugó 22 temporadas consecutivas en la Liga Premier de Irak entre 1989 y 2011 cuando descendieron de categoría.
Diez años después el club logra clasificar a la ronda de playoff de ascenso, en la que retornan a la primera categoría al vencer en penales a Al-Sinaat Al-Kahrabaiya.

## Entrenadores
- Zahid Qassim
- Ayoub Younis
- Ahmed Kadhim (2020–presente)